# Tennistavolo Senigallia
Il Tennistavolo Senigallia (AN) è un'associazione sportiva dilettantistica fondata nel 1955 da Enzo Pettinelli, Roberto Raugei e Cosimo Sasso. È la società decana della Federazione Italiana Tennistavolo (codice federale 0087 ed ininterrottamente iscritta dal 1960) ed è stata insignita dal CONI della Stella d'oro al Merito Sportivo (edizione 2007) e della Stella d'argento al Merito Sportivo (edizione 1992). Presidente dal 1975 al 1988 è stato Sergio Fileri, dal 1988 al 2021  Domenico Ubaldi, dal 2021 Sabrina Moretti.
I suoi migliori risultati agonistici risalgono agli anni settanta con la vittoria di due scudetti (1977 e 1979), la Coppa Italia (1977) e titoli italiani individuali in tutte le categorie continuando fino al 2015 superando il sessantesimo titolo italiano. Il Tennistavolo Senigallia è un centro di avviamento allo sport riconosciuto dal CONI, la sua filosofia sportiva si basa sul rispetto della personalità degli atleti, sulla lealtà, disciplina e spirito di squadra. Nel 2010 è stata riconosciuta Centro Tecnico Federale dalla FITeT. Nel 2015 ha pubblicato la Carta dei Servizi offerti dal club. Sempre nello stesso anno è stata accreditata dall'Università di Urbino per crediti formativi e di indirizzo, e dal Servizio Civile Nazionale che fa capo direttamente alla Presidenza del Consiglio dei Ministri. Il progetto di Servizio Civile ha la partnership del Comune di Senigallia, dell'Università di Urbino e della Scuola CONI dello Sport. Nel 2016 ha ottenuto il riconoscimento della Personalità Giuridica e lo status di APS-Associazione di Promozione Sociale, esperienza terminata nel 2023. Nel 2017 ha ottenuto l'accreditamento UE-Erasmus+ per la sezione EVS-European Voluntary Service. Dal 2019 è Ente accreditato dal Tribunale di Ancona per lo svolgimento di Lavori di Pubblica Utilità. Nel 2020 è stata inserita dal CSI-Centro Sportivo Italiano come sede per il Servizio Civile Universale. Dal 2020 è riconosciuta Accademia mdi tennistavolo dalla FITeT. Nel 2022 ha ottenuto l'accreditamento per il Servizio Civile Regionale.

## Centro Olimpico Tennistavolo
A Senigallia è stato costruito (1985) il primo centro specializzato per il tennistavolo che ha vinto nel 1987 il concorso nazionale CONI per impianti sportivi (sezione impianti specialistici) rappresentando successivamente l'Italia in concorsi internazionali di impiantistica sportiva (1988). Il Centro Olimpico tennistavolo è una struttura di circa 700 m², con 9/16 tavoli, parquet, illuminazione naturale shed, dove il tennistavolo può essere praticato da semplici amatori e campioni, di ogni età, in condizioni adeguate. Presso il Centro Olimpico Tennistavolo dal 1985 in poi si sono svolti i giochi FAO, campionati europei UISP, campionati italiani di CSI, Confindustria, PGS, Bankitalia e l'unico stage pre-olimpico mai organizzato con i migliori atleti europei nel raking ITTF (2004). Il Centro Olimpico Tennistavolo è un impianto comunale gestito in convenzione dalla società fin dall'apertura (1985) ed ospita in pianta stabile corsi CONI-Ragazzi, attività sportiva con scuole elementari, medie ed Istituti Superiori, allenamenti e gare per agonisti ed amatori, attività regionale, attività sociale in collaborazione anche con organizzazioni di volontariato.
Nel 2010 è stato riconosciuto Centro Tecnico Federale della FITeT. In estate il Centro è frequentato da turisti essendo Senigallia una nota località balneare dell'Adriatico. Nel 2015 ha pubblicato la Carta dei Servizi offerti dal Centro Olimpico. Negli ultimi anni è stato accentuato l'utilizzo per finalità sociali recependo in pieno lo spirito della riforma dello sport del 2019.

## Enzo Pettinelli

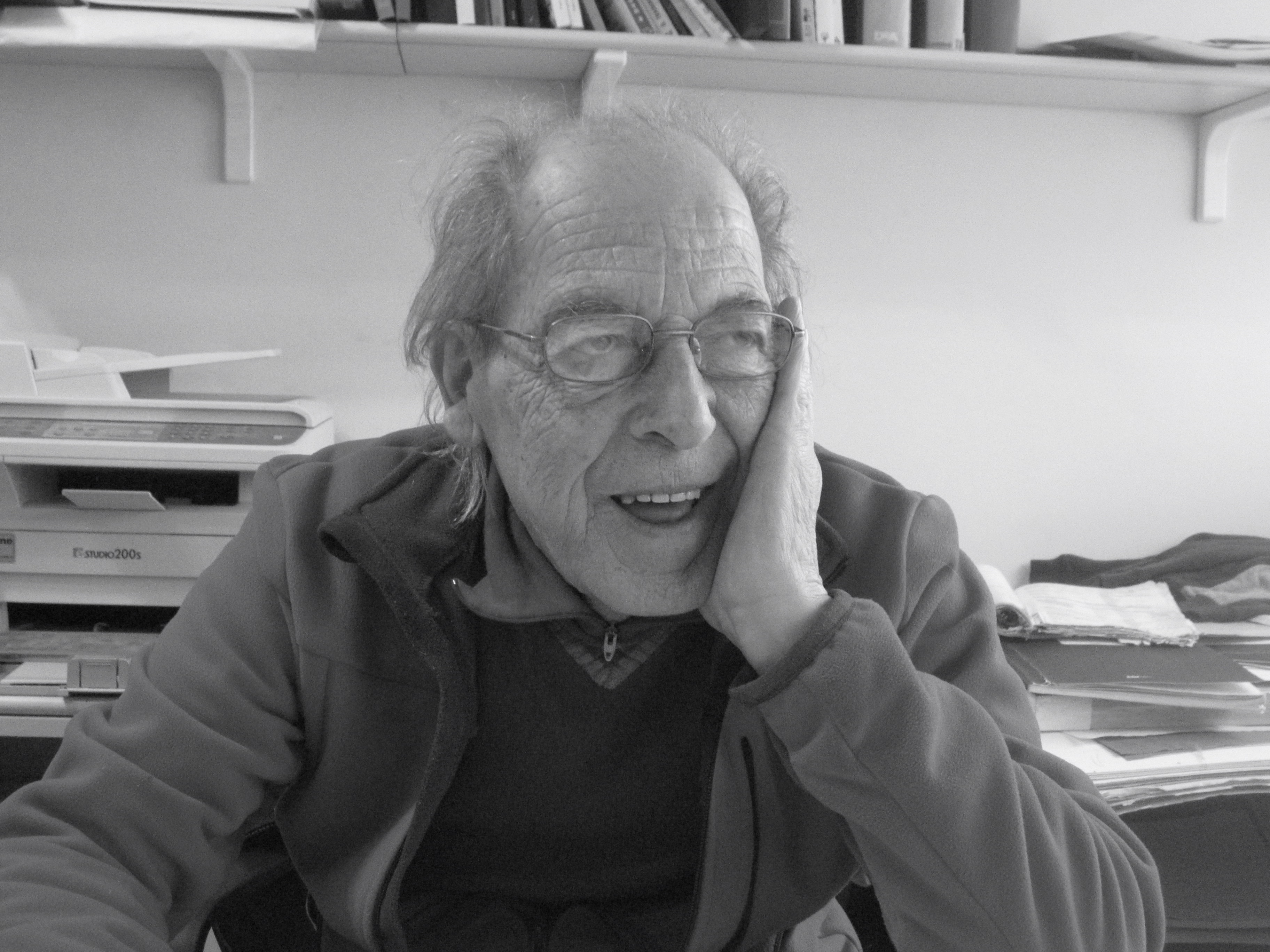

Fondatore ed animatore della scuola di tennistavolo senigalliese è il maestro Enzo Pettinelli (1º luglio 1938), già vincitore del premio tecnico "Seminatore" ed insignito del "Tripode d'Oro" CSI nonché "Stella al merito sportivo"  CONI, nel passato CT della nazionale italiana, di quella maltese e di quella di San Marino nonché direttore della Scuola tecnica italiana.
Personaggio di grande spessore umano e tecnico, Pettinelli ha portato al successo un grande numero di atleti tra cui Massimo Costantini e Sabrina Moretti, noti alle cronache sportive per i successi agonistici e la brillante carriera come tecnico internazionale il primo e per la battaglia per l'utilizzo del body nelle competizioni agonistiche, prima proibito, la seconda.
Pettinelli è autore di due pubblicazioni sulla tecnica Quaderni di tennistavolo (insieme a Domenico Ubaldi) (1976) e Racchette vaganti (2003), di un saggio La Città del Ping-Pong (2007), di un racconto per ragazzi delle scuole elementari Il mistero della racchetta perduta (2010, anche in inglese, francese, tedesco, spagnolo, cinese, russo, ucraino, latino, portoghese, parsi), I Ragazzi Guardano le Stelle - Ping-Pong (2011), anche in inglese e spagnolo, I Segreti dello Gnomo - Tennis (2011, anche in spagnolo), Mutamenti (2013), Verso l'Ignoto (2014) e Verso l'Ignoto... e Ritorno (2017).
Pettinelli è fautore dell'importanza dell'armonia del gesto tecnico e della personalizzazione della tecnica individuale ritenendo che la vittoria agonistica giunga quando la tecnica riesce a far esprimere totalmente le potenzialità dell'atleta.